# Garelli 350 (1922)
Die Garelli 350 war ein zukunftsweisendes italienisches Rennmotorrad, das ab 1922 von Garelli produziert wurde. Sie war das erste Rennmotorrad mit einem Doppelkolben-Zweitaktmotor. Eine weitere Garelli 350 wurde später hergestellt, siehe Garelli 350 (1926).

## Technik
Der von Adalberto Garelli entwickelte Motor hatte zwei parallel angeordnete Zylinderbohrungen mit gemeinsamem Brennraum. Beide Kolben waren über einen langen Kolbenbolzen mit einer einzigen Pleuelstange, die zwischen den Kolben lag, verbunden. Diese Konstruktion verbesserte die Spülung des Zweitaktmotors erheblich und erhöhte die Leistungsausbeute. Der Motor hatte einen Hubraum von 348 cm³ (Bohrung × Hub: 50 mm × 89 mm) und leistete etwa 20 PS bei 4500/min. Die Kraft wurde über ein Zweiganggetriebe mit Handschaltung und Kette an das Hinterrad übertragen. Der Rahmen war ein offener Stahlrohrrahmen, das Gewicht betrug etwa 100 kg.

## Rennerfolge
Die Garelli 350 erzielte in den frühen 1920er Jahren bedeutende Rennerfolge:
- 1922 gewann Garelli mit dem Piloten Ernesto Gnesa das Rennen Circuito del Lario, das italienische Pendant zur Tourist Trophy.
- 1922 belegten die Garelli-Maschinen von Erminio Visioli (Sieger), Ernesto Gnesa (Zweiter) und Ottorino Dall’Oglio (Dritter) die ersten drei Plätze beim Großen Preis der Union Motocycliste de France in der 350-cm³-Klasse.
- Zu den weiteren Fahrern gehörten unter anderem Tazio Nuvolari und Achille Varzi, die auf Garelli-Maschinen erste Rennerfolge erzielten.
- Ettore Girardi gewann 1919 auf einer Vorgängermaschine das erstmals ausgetragene Langstreckenrennen Raid Nord–Sud von Mailand nach Neapel (840 km)[3] mit einer Durchschnittsgeschwindigkeit von 38,29 km/h.

## Varianten
Neben der Werksrennmaschine wurde auch eine Tourenversion der Garelli 350 produziert. Sie hatte einen größeren Tank und teilweise geänderte Vergaserabstimmungen, blieb jedoch technisch weitgehend gleich.

## Bedeutung
Die Garelli 350 war eines der technisch fortschrittlichsten Motorräder seiner Zeit. Der von Adalberto Garelli patentierte Doppelkolben-Zweitaktmotor  machte Garelli international bekannt, trug zum Aufstieg italienischer Motorradtechnik bei und beeinflusste spätere Entwicklungen nachhaltig. Doppelkolbenmotoren für Motorräder wurden in Mitteleuropa auch noch in den 1960er Jahren gebaut.